# Trieste, Istrie, Gorizia et Rijeka
Le groupe Trieste, Istrie, Gorizia et Rijeka/Fiume (en slovène Trst, Istra, Gorica, Rijeka/ Reka) est une organisation armée clandestine, regroupant des Slovènes de la région de Primorje et des Croates d'Istrie et de Fiume (Rijeka).
Le TIGR avait son siège en Slovénie de 1927 à 1941, et opérait de façon clandestine, contre les Italiens dans les territoires qui leur sont alloués, après la Première Guerre mondiale, et qui la soumettent à une politique d’italianisation forcée :
- 1927 : obligation de porter un nom italien pour les Slaves (les noms slaves des pierres tombales sont également italianisés) ;
- les associations culturelles et sportives slaves sont interdites ;
- les salles de lecture croates (une centaine) sont fermées.

Le terme « occupation » renvoie aux conditions du traité de Rapallo signé entre l'Italie et le royaume de Yougoslavie le 12 novembre 1920 dans la ville éponyme. Outre un accord de coopération entre les deux pays, il fixa les frontières entre les deux États, la Dalmatie devenant yougoslave — à l'exception de Zadar (Zara) devenue italienne — , l'Istrie italienne.
En 1930, la police italienne démantèle plusieurs cellules du TIGR, et arrête quatre membres (Ferdo Bidovec, Fran Marušič, Zvonimir Miloš et Alojzij Valenčič) qui sont condamnés à mort pour homicide et exécutés à Basovizza (Bazovica).
En 1938, un complot qui n’aboutit pas vise à assassiner Mussolini, lors de sa visite de Kobarid (Caporetto). En 1941, neuf membres du TIGR sont condamnés pour espionnage en temps de guerre et terrorisme, cinq sont exécutés (Pinko Tomažič, Viktor Bobek, Ivan Ivančič, Simon Kos et Ivan Vadnal) à Villa Opicina (Opčine).
Plusieurs membres sont en contact avec les Yougoslaves et les services secrets britanniques ; plusieurs d’entre eux ont également un entraînement militaire.
Le groupe TIGR n’est pas invité à rejoindre l’OF (Front de libération) de Slovénie en 1941, mais de nombreux membres du TIGR rejoignent les brigades de partisans après la capitulation de l’Italie, en 1943, principalement les brigades d’outre-mer (Prekomorske brigade). Lorsque le TIGR arrête ses propres opérations, le Parti communiste de Slovénie surveille de près les actions de ses anciens membres.
En 1997, lors du 50e anniversaire du rattachement de Primorje à la Slovénie, le TIGR reçoit du président de Slovénie Milan Kučan la médaille d'honneur de la liberté de Slovénie d'or (Zlati častni znak svobode republike Slovenije).